# Alphonse Milne-Edwards

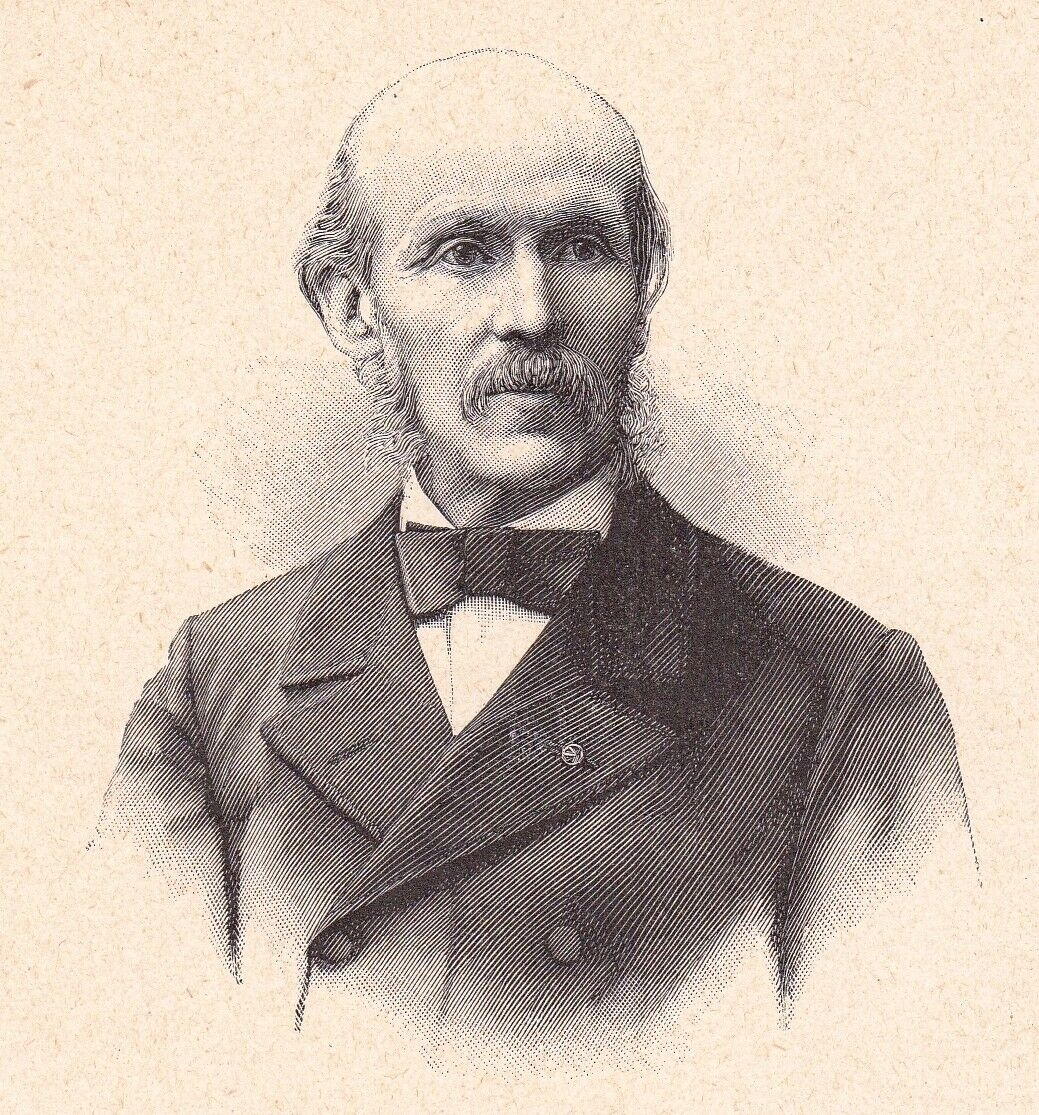
Alphonse Milne-Edwards

Alphonse Milne-Edwards (* 13. Oktober 1835 in Paris; † 21. April 1900 ebenda) war ein französischer Ornithologe, Crustaceologe und Naturforscher.

## Leben und Wirken
Milne-Edwards war ein Sohn von Henri Milne-Edwards. Milne-Edwards wurde als Arzt ausgebildet und arbeitete dann als Assistent seines Vaters. 1865 wurde er Professor an der École de Pharmacie de Paris und übernahm 1876 am Muséum national d’Histoire naturelle den Posten seines Vaters als Professor für Ornithologie und Leiter der Abteilung für Säugetiere und Vögel. Er wurde dort Spezialist für Vogelfossilien und Meeresforschung und stieg 1891 zum Direktor auf. Am Museum studierte er unter anderem fossile Krebstiere und publizierte viele Werke, die die Vielfalt und die Morphologie von Zehnfußkrebsen – insbesondere von Krabben (Brachyura) und Mittelkrebsen (Anomura) – der Forschungsexpeditionen auf Schiffen wie Travailleur, Talisman und Blake wiedergeben.
1879 wurde er Mitglied der Académie des sciences und 1885 korrespondierendes Mitglied der Russischen Akademie der Wissenschaften in Sankt Petersburg. 1886 wurde er Ehrenmitglied (Honorary Fellow) der Royal Society of Edinburgh.

## Werke
- Histoire naturelle des animaux. Masson, Paris 1897.
- Notice sur quelques espèces d'oiseaux actuellement éteintes qui se trouvent représentées dans les collections du Muséum d’Histoire naturelle. Paris 1893.
- Crustacés. Gauthier-Villars, Paris 1891.
- Expéditions scientifiques du Travailleur et du Talisman pendant les années 1880, 1881, 1882, 1883. Masson, Paris 1888–1906.
- Recueil de figures de crustacés nouveaux ou peu connus. 1883.
  - Jacques Forest, B. Hoithuis: Recueil de figures de crustacés nouveaux ou peu connus, 1883. Leiden 1997, ISBN 90-73348-50-1, (PDF).
- Eléments de l’Histoire naturelle des Animaux. Masson, Paris 1882.
- Notice sur les travaux scientifiques. Martinet, Paris 1879.
- Recherches pour servir à l’histoire naturelle des mammifères. Masson, Paris 1868–74.
- Recherches anatomiques et paléontologiques pour servir à l’histoire des oiseaux fossiles de la France. Massons, Paris 1867–71.
- Recherches sur la faune ornithologique éteinte des iles Mascareignes et de Madagascar. Masson, Paris 1866–73.
- Recherches anatomiques, zoologiques et paléontologiques sur la famille des Chevrotains. Martinet, Paris 1864.
- Rapport sur la production et l’emploi du sel en Angleterre... Paris 1850.